# Mathias Münz
Mathias Münz (* 13. September 1967 in Berlin) ist ein ehemaliger deutscher Volleyballspieler und aktueller -trainer.

## Karriere
Münz begann seine Karriere als Spieler 1977 bei Rotation Berlin. 1981 wechselte er zum TSC Berlin, mit dem er in der Bundesliga spielte. 1987 wurde er Trainer der Hochschulgruppe der Humboldt-Universität zu Berlin. 1993 übernahm er das Training beim Post SV Berlin. Drei Jahre später wechselte er innerhalb der Hauptstadt zum Bundesligisten SCC Berlin. Von 2000 bis 2002 arbeitete er für den Ligakonkurrenten SV Bayer Wuppertal. Anschließend ging er zum brandenburgischen Verein Netzhoppers Königs Wusterhausen, der gerade nur knapp den Abstieg aus der zweiten Liga vermieden hatte. Vier Jahre später gelang den Netzhoppers mit Münz der Aufstieg in die erste Bundesliga. 2008 verließ Münz den Verein und wechselte zum Frauen-Bundesligisten Köpenicker SC. Später arbeitete er als Landestrainer in Berlin und Co-Trainer der deutschen Junioren-Nationalmannschaft. 2011 kehrte er in die Bundesliga der Männer zurück und wurde Trainer bei Chemie Volley Mitteldeutschland. In seiner ersten Saison verpasste er dort im letzten Spiel der Hauptrunde die Qualifikation für die Play-offs. Im März 2013 wurde Münz hier beurlaubt.